# جی‌آن
جی‌آن (به چینی: 集安市) یا جیبان  (به کره‌ای: 집안시)  یک شهر (در سطح شهرستان) در چین است که در تابعیت شهر تونگ‌هوا (شهر در سطح ولایت)، استان جی‌لین واقع شده‌است. سنگ یادبود گوانگ‌گه‌تو بزرگ پادشاه گوگوریو در این شهر قرار دارد.
منطقهٔ شهری جی‌آن، در ساحل شمالی رود یالو و بر روی مرز بین‌المللی با کره شمالی می‌باشد. شهر مانپو در جنوب رودخانه و در کره شمالی، مقابل این شهر قرار گرفته و با یک پل ماشین‌رو و یک پل راه‌آهن با آن ارتباط دارد. پل ماشین‌رو، پلی نو بوده و در سال ۲۰۱۹ میلادی به روی ترافیک گشوده شد. کره شمالی نیز برنامه‌هایی برای بهسازی جاده ارتباطی مانپو به جنوب به سوی پیونگ‌یانگ دارد، اما وضعیت این پروژه معلوم نیست.
شهر جی‌آن و سرحد بین‌المللی آن، با آزادراه ملی G1112 به سایر نقاط استان جی‌لین، منجمله شهر لیاویوان متصل شده است.
پروژه آزادراهی دیگری نیز، آزادراه ملی G9111، قرار است شهر جی‌آن را به غرب، به استان لیاونینگ، و منجمله شهر بن‌شی متصل کند.

## تقسیمات اداری
شهر جی‌آن به ۴ ناحیه، ۹ شهرک، ۱ قصبه، و ۱ قصبه قومیتی (برای کره‌ای‌ها) تابعه تقسیم شده است. 
- ناحیه توان‌جیه (团结街道، Tuánjié jiēdào)
- ناحیه تونگ‌شنگ (黎明街道، Tōngshèng jiēdào)
- ناحیه چنگ‌دونگ (شرق‌شهر) (城东街道، Chéngdōng jiēdào)
- ناحیه لی‌مینگ (黎明街道، Límíng jiēdào)

- شهرک تای‌شانگ (台上镇، Táishàng zhèn)
- شهرک تای‌وانگ (太王镇، Tàiwáng zhèn)
- شهرک تسای‌یوان (财源镇، Cáiyuán zhèn)
- شهرک تووداو (头道镇، Tóudào zhèn)
- شهرک دالو (大路镇، Dàlù zhèn)
- شهرک چینگ‌شی (青石镇، Qīngshí zhèn)
- شهرک چینگ‌هه (清河镇، Qīnghé zhèn)
- شهرک هوادیان (花甸镇، Huādiàn zhèn)
- شهرک یولین (榆林镇، Yúlín zhèn)

- قصبه ماشیان (麻线乡، Máxiàn xiāng)

- ‌ قصبه قومیتی کره‌ای لیانگ‌شوی/ریانگ‌سو (凉水朝鲜族乡، Liángshuǐ cháoxiǎnzú xiāng)(량수조선족향، Ryangsu josŏnjok hyang)